# 필립 비안
필립 루이스 비안 제독(영어: Philip Louis Vian, GCB, KBE, DSO, 1894년 7월 15일 - 1968년 5월 27일)은 제1차 세계 대전과 제2차 세계 대전에서 복무한 영국 해군 장교다.
비안은 제1차 세계 대전이 끝난 후 해군 포병에 근무하며 여러 포병 장교 직책을 맡았다. 1930년대 초반에는 구축함 HMS 액티브의 함장으로 임명되었고, 이후 다양한 구축함 부대를 지휘했다. 그의 경력 초기에는 1940년 초, 독일 보급선 알트마르크에서 포로로 잡힌 영국 상선 승무원들을 강제로 구출하는 작전을 지휘했으며, 나중에 그의 부대는 독일 전함 비스마르크의 최후의 전투에 적극적으로 참여했다.
비안은 제2차 세계 대전 중 많은 시간을 지중해에서 복무하며, 순양함 전단을 지휘하고 여러 중요한 호송 작전을 방어했으며, 시칠리아와 이탈리아, 그리고 오버로드 작전 등 연합군 침공 작전에서 해군 지원 부대를 지휘했다. 유럽에서 전쟁이 끝난 이후에는 영국 태평양 함대의 공중 전력 지휘를 맡아 수마트라와 서태평양에서 일본군에 대한 성공적인 작전을 수행했다. 전후에는 영국에서 제5 해군 참모와 본토함대 사령관으로 복무하였으며, 1952년에 해군 제독으로 퇴역하였다. 퇴역 후에는 상업 이사직을 맡았고, 1968년에 자택에서 사망하였다.